# Un altro giorno di gloria
Un altro giorno di gloria è il primo album del gruppo Oi! bolognese Nabat, pubblicato nel 1985 dalla C.A.S. Records.

## Tracce
1. Nabat
2. Un altro giorno di gloria
3. Lopez
4. Gabbia
5. Martò
6. P.A.A.
7. Ti sei fermato ad ascoltare mai?
8. Tempi nuovi
9. Gratta la pancia al tuo titolare
10. Italia degli sfruttati